# Iota Draconis b
Pour les articles homonymes, voir Hypatie (homonymie).
Iota Draconis b, aussi nommée HIP 75458 b ou Hypatie (Hypatia à l'international) est une planète extrasolaire (exoplanète) en orbite autour de l'étoile Iota Draconis, géante orange située à une centaine d'années-lumière du Soleil, dans la constellation boréale circumpolaire du Dragon.

## Découverte
Iota Draconis b est détectée le 8 janvier 2002 à l'observatoire Lick par la méthode de détection des vitesses radiales.
Première planète à avoir été détectée autour d'une étoile géante, son existence a été confirmée en 2010 par la méthode des transits.

## Caractéristiques
La masse minimale d'Iota Draconis b est de près de neuf fois celle de Jupiter.
Iota Draconis b gravite autour de son étoile en 511 jours sur une orbite elliptique de demi-grand axe supérieur à une unité astronomique mais à l'excentricité pronconcée (~ 0,7).

## Désignation et nom
Iota Draconis b a été sélectionnée par l'Union astronomique internationale (UAI) pour la procédure NameExoWorlds, consultation publique préalable au choix de la désignation définitive de 305 exoplanètes découvertes avant le 31 décembre 2008 et réparties entre 260 systèmes planétaires hébergeant d'une à cinq planètes.
La procédure, qui débute en juillet 2014, s’achève en août 2015, par l'annonce des résultats lors d'une cérémonie publique, dans le cadre de la 29e assemblée générale de l'UAI, qui s'est tenue à Honolulu, Hawaï. C'est le nom Hypatia (Hypatie en français) qui est sélectionné.